# Ocotea percurrens
Ocotea percurrens är en lagerväxtart som beskrevs av A. Vicentini. Ocotea percurrens ingår i släktet Ocotea och familjen lagerväxter. Inga underarter finns listade i Catalogue of Life.